# Chocicz
Chocicz – wieś w Polsce położona w województwie lubuskim, w powiecie żarskim, w gminie Lubsko.
W latach 1975–1998 miejscowość administracyjnie należała do województwa zielonogórskiego.

## Zabytki
Do wojewódzkiego rejestru zabytków wpisane są:
- kościół ewangelicki, obecnie rzymskokatolicki filialny pod wezwaniem MB Nieustającej Pomocy, o konstrukcji szachulcowej, wzniesiony w 1687 roku; salowy, z przylegającą od południa kruchtą, od wschodu zamknięty trójbocznie. Od strony zachodniej góruje, dobudowana na początku XX stulecia, ceglana wieża; przed II wojną światową należał do ewangelików którzy do 1945 roku zamieszkiwali te tereny; dziś Chocicz należy do parafii pw. Niepokalanego Poczęcia NMP w Górzynie.
- dwór, nie istnieje.